# Serguei Eisenstein
Serguei Mikhàilovitx Eisenstein (en letó: Sergejs Eizenšteins, en rus: Сергей Михайлович Эйзенштейн) (Riga, Letònia, Imperi rus, 22 de gener de 1898 - Moscou, URSS, 11 de febrer de 1948) fou un director, muntador i teòric cinematogràfic soviètic.
La seva pel·lícula El cuirassat Potemkin va donar a conèixer el seu nom a tot el món, i és possiblement la pel·lícula sobre la qual més s'ha escrit en tota la història del cinema. Viatjà als Estats Units, però per motius més aviat polítics fracassà i tornà a la Unió Soviètica, on també va tenir problemes; no pogué culminar el seu següent rodatge, La praderia de Bejín, una tragèdia camperola, pel rebuig del màxim responsable de la cinematografia russa, que la considerava políticament incorrecta. Llavors, igual que feu el també director cinematogràfic Vsevolod Pudovkin, es refugià en l'ensenyament i en l'elaboració de la seva teoria sobre l'ús del color i del so. A Mèxic, rodà una pel·lícula que no arribà a acabar, ¡Que viva México!, en la qual assajà diferents tipus de muntatges aproximatius.
Els seus assaigs literaris cinematogràfics i els seus dots com a orador, tenint en compte que a més del rus parlava alemany, anglès i francès, va fer que exercís una gran influència sobre la teoria cinematogràfica en l'època. Destacà com a teòric amb tractats sobre el cinema com Teoria i tècnica cinematogràfica, La forma en el cinema, Reflexions d'un cineasta i Realització cinematogràfica, a part d'altres articles i assajos.

## Biografia

### Primers anys

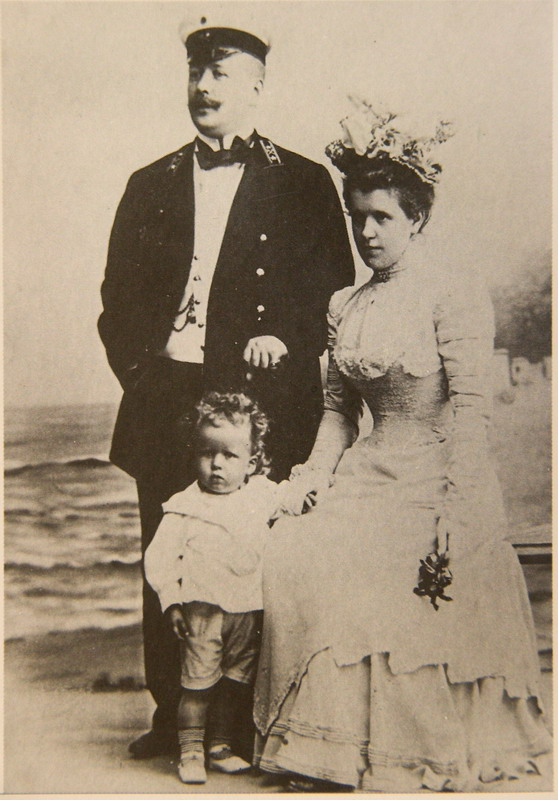
Serguei Eisenstein amb els seus pares el 1900

Fou fill de Mikhail Eisenstein, un jueu alemany amb arrels sueques, i Iúlia Ivànovna Koniétskaia, una ortodoxa eslava d'origen rus. Era una família de classe mitjana, ja que Mikhail (1867-1920) era arquitecte modernista a Riga (Letònia) i més tard conseller, i Iúlia Ivànovna, filla d'un pròsper comerciant. Iúlia abandonà Riga el 1905, l'any de la Revolució russa de 1905, i s'endugué Sergei amb ella a Sant Petersburg. Sergei tornaria de vegades a veure el seu pare, que més tard es va traslladar i van reunir-se cap al 1910. Aquest període de separació acabà amb el divorci, i Iúlia abandonà la família per anar a viure a França. Ell només tenia deu anys i va quedar a càrrec del seu pare Mikhail.

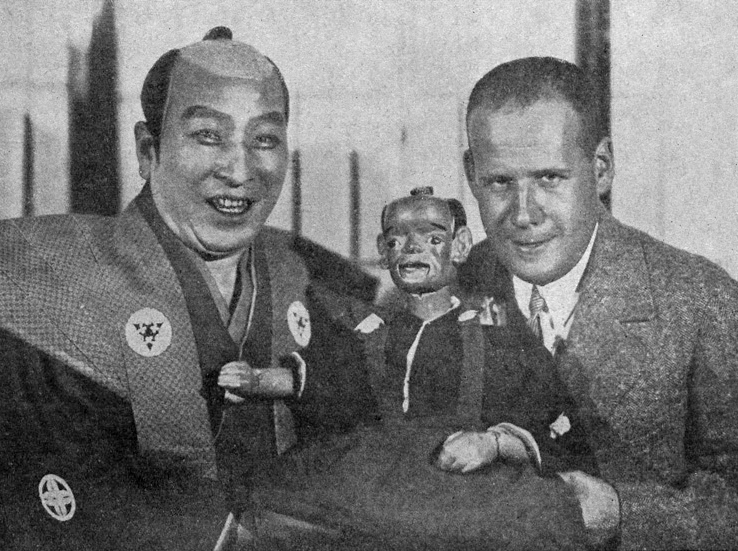
Serguei Eisenstein amb l'actor japonès de kabuki, Sadanji Ichikawa II

Més endavant, per influència paterna, ja que el seu pare era arquitecte del règim tsarista, estudià arquitectura i enginyeria a l'Institut d'Enginyeria Civil de Petrograd. A l'escola amb els seus companys, però, interrompé els estudis per tal d'allistar-se a les milícies populars que participaven de manera activa en la Revolució, la qual cosa provoca la ruptura de relacions amb el seu pare. El 1918 Sergei s'incorpora a l'exèrcit Roig amb la total oposició del seu pare que s'enrola a l'exèrcit Blanc, una lliga anticomunista. Això va provocar que el seu pare, després de la derrota, marxés a Alemanya, i Sergei estigués a Petrograd, Vologda (óblast de Vologda) i Dvinsk/Daugavpils.
El 1920, Sergei va ser traslladat a un comandament a Minsk, Belarús, després dels èxits propagandístics en favor de la Revolució. En aquesta època, Sergei començà a estudiar japonès, i aprengué uns tres-cents caràcters kanji que va citar com un factor que va influir en el seu desenvolupament pictòric, i va guanyar una exposició de teatre Kabuki; aquests estudis el van portar a viatjar al Japó.

### Inicis artístics. Del teatre al cinema
Dins l'exèrcit Roig entrà en contacte amb el teatre; el 1920 Eisenstein es va traslladar a Moscou, i va començar la seva carrera teatral treballant per a la Proletkult, la cultura del proletariat. Treballava com a responsable de decorats i com a director i intèrpret de petits espectacles per a la tropa. Les seves produccions es titulen Màscares de gas, Escolta Moscou, i El savi. La seva experiència com a director d'escena del Teatre Obrer (1920) l'impulsà a estudiar direcció teatral a l'escola estatal, on desenvolupà una personal concepció de l'art dramàtic basada en la juxtaposició d'imatges de fort contingut emocional i on seguí els ensenyaments de Vsévolod Meierhold, amb el qual treballava com a dissenyador. El 1923 Eisenstein va començar la seva carrera com a teòric, escrivint El muntatge d'atraccions per al diari LEF.

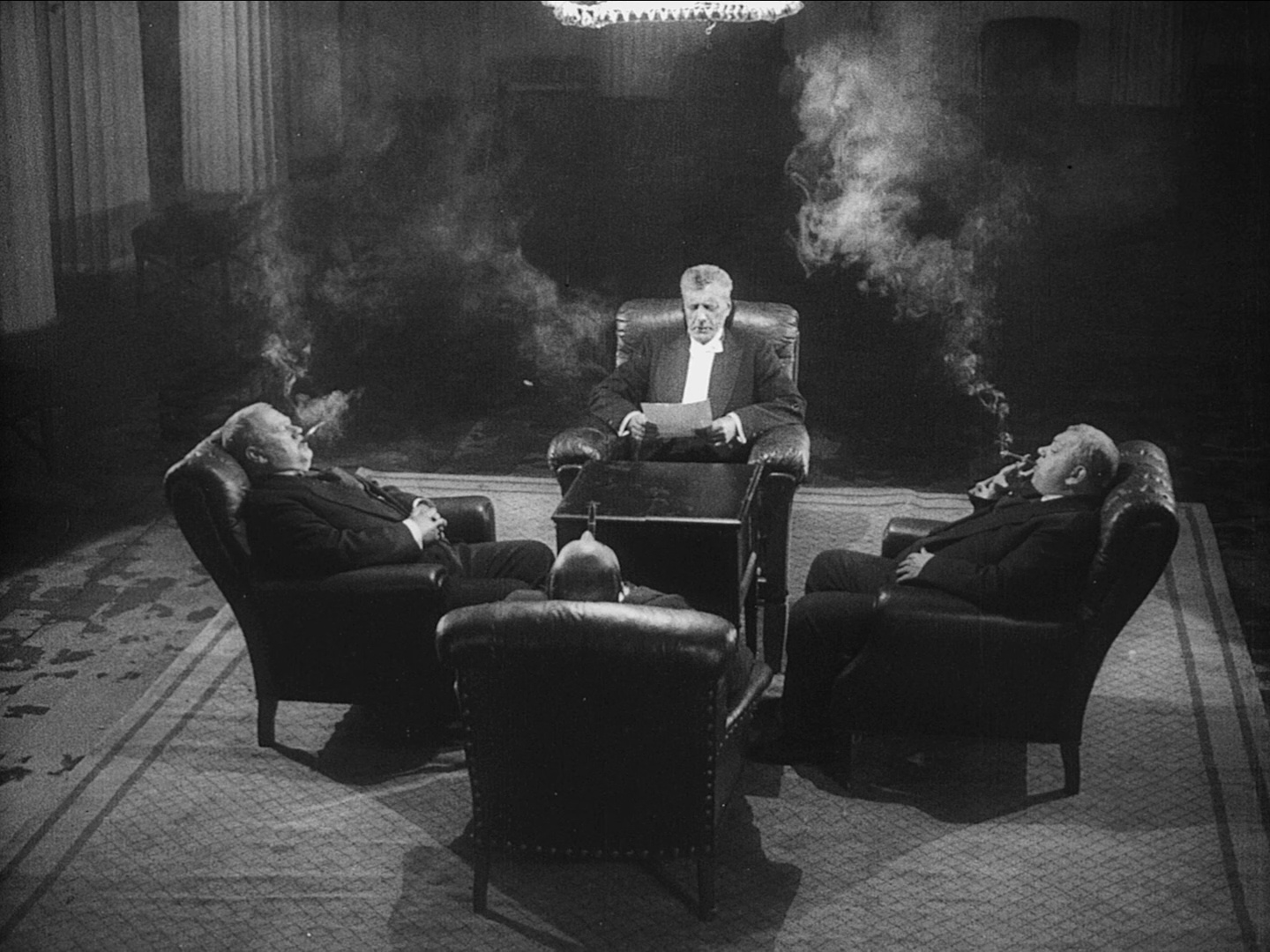
Escena de La vaga (1925)

El seu primer contacte amb el cinema fou el rodatge d'un petit curtmetratge, el 1923, inclòs en el muntatge de l'obra teatral El savi; es titulà El diari de Glumov, amb Dziga Vertov, que estava contractat inicialment com a instructor. Començà a interessar-se activament pel nou mitjà artístic i rodà la seva primera gran obra, el llargmetratge La vaga (Стачка) (1924), amb una famosa seqüència en la qual utilitzà la imatge de bestiar sacrificat a l'escorxador intercalada amb una altra de treballadors afusellats per soldats tsaristes. Arran del rodatge de La vaga trencà amb el Proletkult. En aquesta obra pogué posar en pràctica les seves teories, encara que ell mateix va considerar que havia fracassat a l'hora de fer fluir les emocions dels espectadors, i que era massa teatral. Van confiscar l'única còpia que hi havia de la pel·lícula, que no es va poder tornar a distribuir fins després de la seva mort. El film va arribar a ser exhibit a Occident i va obtenir el premi en l'Exposició de París el 1925.

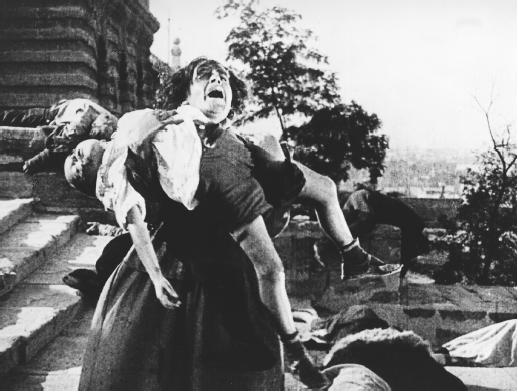
Escena d'El cuirassat Potemkin (1925)

Allunyat ja del Teatre Obrer, rebé l'encàrrec de rodar una pel·lícula commemorativa de la Revolució russa de 1905, que es convertiria en la seva obra més cèlebre: El cuirassat Potemkin (1925). Considerada una de les més grans fites assolides pel cinema mut, l'escena de l'amotinament al vaixell al port d'Odessa i la vertiginosa escena d'acció de l'escalinata d'Odessa constitueixen punts decisius en la configuració del llenguatge cinematogràfic.
Després d'aquesta gran pel·lícula realitzarà dos treballs més: Octubre, en què narra els successos de l'assalt al palau d'Hivern durant la Revolució bolxevic de 1917, i La línia general (també coneguda com El vell i el nou), film sobre la reforma agrària, encara que pels diversos canvis en la política agrària a la Unió Soviètica va haver de canviar el guió en diverses ocasions. Octubre (1927) és la reconstrucció dels fets decisius de 1917, i està basada en l'obra del periodista nord-americà John Reed, Els deu dies que commogueren el món. El problema que va tenir amb Octubre és que la seva estrena va haver de retardar-se fins a cinc mesos; ja en ple procés de postproducció, va saber que Trotski havia caigut en desgràcia, i va haver de treure tots els plans en els quals Trotski apareixia en la pel·lícula. Al final d'aquests treballs, Eisenstein abandonà Rússia per estudiar a l'estranger el nou cinema sonor, camp que a la Unió Soviètica va trigar bastant a desenvolupar-se.

### Europa i els Estats Units
A partir de l'octubre de 1928, com a conseqüència dels conflictes i revoltes dins l'exèrcit soviètic, Eisenstein va viatjar per Europa. Va passar els dos anys següents fent gires i conferències principalment a Berlín, Zúric, Londres i París. El 1929, a Suïssa, va supervisar un documental educatiu sobre l'avortament dirigit pel cineasta Eduard Tisse titulat Frauennot-Frauenglück. D'altra banda, havia començat a tenir problemes amb la censura soviètica, cosa que feu que Eisentein prengués l'opció de signar un contracte amb la Paramount i traslladar-se als Estats Units. L'abril de 1930, un directiu de la Paramount, Jesse L. Lasky, es va traslladar a París i va aconseguir que Eisenstein signés un contracte per rodar als Estats Units. Va acceptar un contracte de curt termini per 100.000 dòlars, arribant a cobrar uns 900 dòlars a la setmana, i va arribar a Hollywood el maig de 1930.
En entrar als Estats Units, va haver de jurar respecte a la Constitució nord-americana, i ja va patir diverses pressions perquè no usés la seva gorra típica i perquè no portés barba. Va ser rebut a Nova York com un geni, i aviat va impartir conferències en llocs distingits com a les universitats de Columbia i Harvard. Poc abans de marxar cap a Hollywood, en un cinema d'art i assaig de Nova York es va estrenar la seva pel·lícula La línia general, i els directius de la Paramount Pictures es van posar bastant nerviosos en conèixer les seves idees sobre la col·lectivització social i el comunisme.
Quan li van presentar diverses estrelles de Hollywood, es va mostrar distant, excepte quan va conèixer Charles Chaplin i Coleen Moore. Quan va escriure el seu primer guió per a la Paramount, Sutter's Gold, va ser rebutjat, entre altres motius perquè el major Frank Peas, de tendències feixistes, va llançar un pamflet titulat Eisenstein, el missatger de l'infern a Hollywood, i entre altres coses li deia gos vermell i l'acusava de totes les barbaritats, fossin reals o no, comeses pels bolxevics.
La Paramount no volia renunciar encara a Eisenstein i li va encarregar un altre guió, que es titulava An American Tragedy, adaptació d'una obra de Theodore Dreiser que tractava sobre la justícia americana en un judici per assassinat, i amb el qual la productora va quedar encantada. El problema va ser que el Comitè Fish, antecessor al Comitè d'Activitats antiamericanes, estava actuant contra les activitats comunistes a Califòrnia i contra la idea de portar aquesta novel·la al cinema. Tot això va fer que finalment la Paramount trenqués el seu contracte amb Eisenstein.
A Hollywood presenta diversos guions, però tots són rebutjats. Com no aconseguí el permís de residència, no pogué posar en marxa cap projecte, per la qual cosa accepta el projecte de rodar una pel·lícula sobre la revolució mexicana, per part de l'escriptor U. Sinclair.

### Mèxic
Tot va començar el 24 de novembre de 1930, quan Eisenstein va signar un contracte amb Trust "sobre la base del desig d'Eisenstein de ser lliure per dirigir la presa d'una imatge d'acord amb les seves pròpies idees del que un quadre mexicà ha de ser, i en plena fe en la integritat artística d'Eisenstein." El contracte també estipulava que la pel·lícula no seria política, que el finançament disponible de manera immediata provindria de Mrs. Sinclair en una quantitat de "no menys de vint mil dòlars", que el pla de rodatge s'estendria en "un període de tres a quatre mesos" i, el més important, que "Eisenstein, a més, està d'acord que totes les pel·lícules realitzades o dirigides per ell a Mèxic, totes les pel·lícules, els negatius i còpies en positiu, i tots els guions i les idees incorporades en aquesta obra de Mèxic, serien de propietat de la Mrs. Sinclair...". Un codicil del contracte, amb data de l'1 de desembre, va permetre que el "govern soviètic pogués tenir la pel·lícula [final] de manera gratuïta per poder-la passar a l'interior de l'URSS". Segons sembla, verbalment es va aclarir que s'esperava que la durada aproximada de la pel·lícula acabada seria d'una hora.

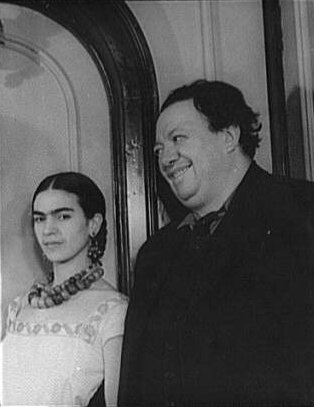
Frida Kahlo amb el seu marit Diego Rivera el 1932, dos artistes a qui Eisenstein admirava

El 4 de desembre del mateix any, Eisenstein marxava amb tren cap a Mèxic, acompanyat per Alexandrov i Tisse. Més tard, es va elaborar una breu sinopsi de les sis parts de la pel·lícula que havia de rodar. El títol del projecte, ¡Que viva México!, es va decidir amb posterioritat. A Mèxic, Eisenstein es relacionà amb Frida Kahlo i Diego Rivera, artistes que ell admirava tant com admirava la cultura mexicana en general; van ser font d'inspiració per a Eisenstein, que anomenà les seves pel·lícules, moving frescoes ('frescos cinematogràfics').
Després d'una prolongada absència, Stalin va enviar un telegrama expressant la seva preocupació que Eisenstein s'hagués convertit en un desertor. Sota aquesta pressió, Eisenstein va atribuir al germà petit de Mary Sinclair, Hunter Kimbrough, que havia estat enviat en forma conjunta per actuar com un productor de línia, la responsabilitat dels retards en la pel·lícula. Eisenstein esperava pressionar els Sinclair per tal que feren d'intermediaris entre ell i Stalin, de manera que Eisenstein poguera acabar la pel·lícula a la seva pròpia manera.
Sinclair, furiós, va aturar la producció i va ordenar a Kimbrough tornar als Estats Units amb la quantitat de la pel·lícula i els tres restants soviètics per veure què podien fer amb la pel·lícula ja filmada, les estimacions van des de 170.000 peus lineals amb soldadera filmats, a un excés de 250.000 peus lineals. Per acabar el rodatge de la soldadera, sense cap cost, Eisenstein havia assegurat 500 soldats, 10.000 armes de foc, i 50 canons de l'exèrcit mexicà. Però això es va perdre a causa de la cancel·lació de Sinclair de la producció.
Quan Eisenstein va arribar a la frontera amb els Estats Units, una recerca dels costums del seu tronc va revelar esbossos i dibuixos de caricatures de Jesús, entre altre material de caràcter pornogràfic obscè. Eisenstein visat d'entrada havia expirat, i els contactes de Sinclair a Washington no han pogut aconseguir ell una extensió addicional. Eisenstein, Alexandrov i Tisse van ser, després d'estar un mes a la frontera Mèxic-EU fora de Laredo, Texas, va permetre a 30 dies de "passar" per arribar des de Texas a Nova York, i d'allà parteixen cap a Moscou, mentre que va tornar Kimbrough a Los Angeles amb la pel·lícula restant.
Eisenstein va recórrer l'Amèrica del Sud, en el seu camí a Nova York. A mitjans del 1932, els Sinclair van ser capaços d'assegurar els serveis de Sol Lesser, que acabava d'obrir la seva oficina de distribució pròpia a Nova York, principal distribució de VA. Menors va acceptar supervisar la tasca posterior a la producció en els quilòmetres de negatius - a costa Sinclair - i distribució de qualsevol producte resultant. Dues pel·lícules curtes i un tema curt - Tempesta a Mèxic basat en el "Maguey" imatges, Eisenstein a Mèxic, i la mort d'avui, respectivament - es completarà i es publicarà als Estats Units entre la tardor de 1933 i principis de 1934.
La MGM adquirí en una subhasta una part dels negatius, material que després utilitzà a Viva Villa!, una altra part dels negatius passaren al productor Sol Lesser, el qual amb aquests fragments realitzà Thunder over Mexico (Tempesta sobre Mèxic). Una amiga del mateix Eisenstein, Mary Seaton, n'utilitzà una altra part en la pel·lícula Temps al sol, una obra que tindria una influència molt important en el posterior desenvolupament del cinema mexicà.
Eisenstein mai vaig veure cap de les pel·lícules de menys Sinclair, ni un esforç més tard pel seu primer biògraf, Marie Seton, anomenat temps al sol. Públicament es mantindria que havia perdut tot interès en el projecte.

### Retorn a l'URSS

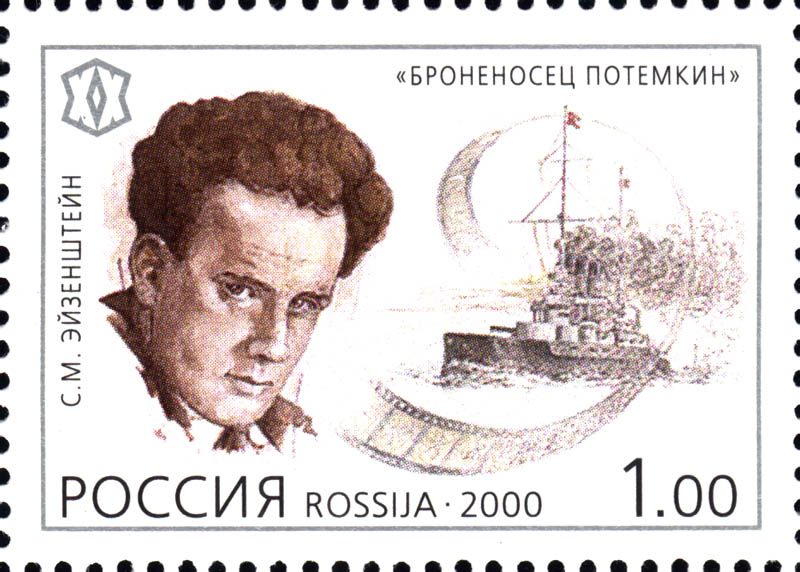
Segell rus de l'any 2000 amb el retrat d'Eisenstein

Després de la seva poc reeixida experiència com a cineasta a l'exili, decidí tornar a la Unió Soviètica. La incursió d'Eisenstein a l'oest, va fer la mirada incondicionalment estalinista indústria cinematogràfica sobre ell amb la sospita que mai desapareixeria per complet. Pel que sembla va passar algun temps en un hospital psiquiàtric a Kislovodsk el juliol de 1933, aparentment a conseqüència de la depressió nascuda de la seva acceptació final que mai el permetrien editar les imatges de Mèxic, que van ser lliurats per Sinclair als editors de Hollywood, els quals irremeiablement alterarien els negatius.
Posteriorment, se li va assignar un lloc de professor l'escola de cinema Gik (ara Institut de la Cinematografia Gerasimov), on havia ensenyat abans i el 1933 i 1934 va ser l'encarregat de redactar plans d'estudi. Es va casar amb la cineasta i escriptora Pera Atasheva (1900-65) el 1934, i va romandre casat fins a la seva mort el 1948, encara que hi ha algunes especulacions sobre la seva sexualitat.

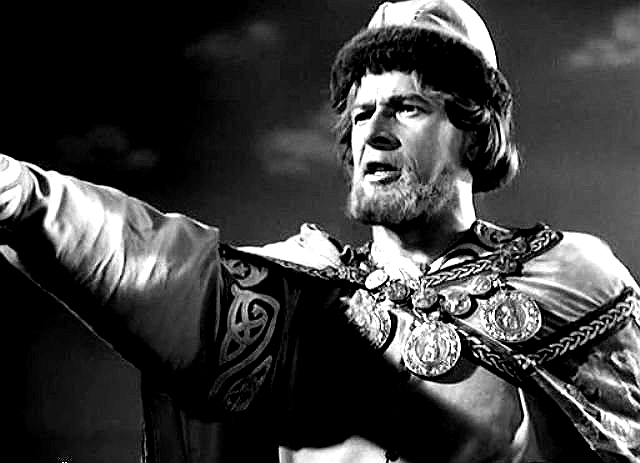
Nikolai Txerkàssov a la pel·lícula Alexander Nievski (1938) de Serguei Eisenstein

El 1935, va començar un altre projecte, el Prat de Bejin, però sembla que la pel·lícula va estat afectada per molts dels mateixos problemes que el Que Viva Mèxic-Eisenstein unilateralment va decidir filmar dues versions de la situació, un per als espectadors adults i una per a nens, per no definir un pla de rodatge clar, i escenes de documentals rodats prodigiosament, donant lloc a excessos de costos i terminis incomplerts. Tot i que l'executiu cinematogràfic soviètic Boris Shumyatsky va encoratjar Sinclair al debilitament d'Eisenstein, no va ser descarrilat tant com Bezhin prada per la indústria del cinema soviètic, sinó pels seus sostenidors nord-americans.
El que semblava salvar la cursa d'Eisenstein en aquest punt era que Stalin va acabar prenent la posició que la catàstrofe Bezhin Pradera, juntament amb diversos altres problemes que enfronta la indústria en aquell moment, tenia menys a veure amb l'enfocament d'Eisenstein per al cinema com amb els executius que se suposa que han estat supervisant ell. Finalment, aquest va caure sobre les espatlles de Boris Shumyatsky," productor executiu" de la pel·lícula soviètica des de 1932, que a principis de 1938 va ser denunciat, detingut, jutjat i condemnat com a traïdor, i li va disparar. (L'executiu de producció de pel·lícula d'estudi Mosfilm, on els prats s'estan realitzant, també va ser reemplaçat, però sense més execucions.)
Eisenstein va ser des d'allà poder congraciar-se amb Stalin per "una oportunitat més", i va elegir, de dues ofertes, l'assignació d'una pel·lícula biogràfica d'Alexander Nevsky, amb música de Sergei Prokófiev. Aquesta vegada, però, va ser assignat també un coguionista, Piotr Pavlenko, per introduir un guió complet, actors professionals per a exercir les funcions, i un director adjunt, Dimitri Vasiliev, per accelerar trets.
El resultat va ser una pel·lícula críticament rebuda tant pels soviètics i a Occident, que li va guanyar l'Ordre de Lenin i el Premi Stalin. És una al·legoria òbvia i severa advertència contra les forces d'aglomeració de l'Alemanya nazi, ben jugat i ben fet. Aquest va ser iniciat, acabat, i es col·loca en la distribució de tots l'any 1938, i representava no només el primer film d'Eisenstein, en gairebé una dècada, sinó també el seu primer film sonor.
Malauradament, pocs mesos després del seu llançament, el Mercurial Stalin va entrar en el pacte infame amb Hitler, i Nevski va ser ràpidament tret de la distribució. Fracassar de nou en el matí del triomf, Eisenstein va tornar a donar classes i se li va assignar per a dirigir Die Walküre de Richard Wagner al Teatre Bolshoi. Eisenstein va haver d'esperar fins a Hitler doble creu va enviar tropes alemanyes creuant la frontera soviètica en un primer devastadors la vaga, a veure "la seva" èxit rebre la seva justa, àmplia distribució i l'èxit internacional.
Amb la imminent guerra de Moscou, Eisenstein va ser un dels cineastes molts evacuats a Alma-Ata, on es va examinar per primera vegada la idea de fer una pel·lícula sobre el tsar Ivan IV. Eisenstein es corresponia amb Prokofiev d'Alma Ata, i es va unir a ell el 1942. Prokófiev va compondre la música per a la pel·lícula d'Eisenstein i Eisenstein correspost pel disseny de jocs per a una versió operística de la Guerra i la Pau de Prokofiev que s'estava desenvolupant.

### Darrers anys
Deu anys després de la seva última obra, al començament dels anys 40, projecta una àmplia trilogia sobre la figura d'Ivan Grosni, el tsar Ivan IV de Rússia; compta les aventures d'aquest heroi nacional rus, que va derrotar els teutons al segle xiii. Amb Ivan el Terrible (1942) inicià un ambiciós projecte biogràfic al voltant de la figura del tsar, l'estructura original de la qual es componia de tres parts. Planteja el drama del protagonista com la materialització de les contradiccions d'un polític creient fidel i ortodox, que es veu obligat a enfrontar-se amb l'Església russa que no vol perdre els seus privilegis feudals. La imatge que presenta Eisenstein d'aquest tsar torturat, que es qüestiona si el poder prové de Déu o del poble, desagrada als dirigents comunistes soviètics. L'obra fou interpretada per la burocràcia soviètica com una denúncia al culte a la persona de Stalin. Després de rebre el Premi Stalin pel seu primer capítol, la seva segona i la tercera part, que pensava rodar-les en color, són prohibides. La segona part del projecte, El conjur dels boiars, fou prohibida fins a la mort del dictador, el 1953, cinc anys després de la defunció del mateix director cinematogràfic. Eisenstein morí caigut en desgràcia. La salut d'Eisenstein va fer una davallada, va patir un atac de cor durant la realització de la seva darrera pel·lícula, i va morir poc després, el 1948, a l'edat de 50 anys. Va ser enterrat al cementiri de Novodévitxi de Moscou.

## Obra

### Anàlisi de la seva obra

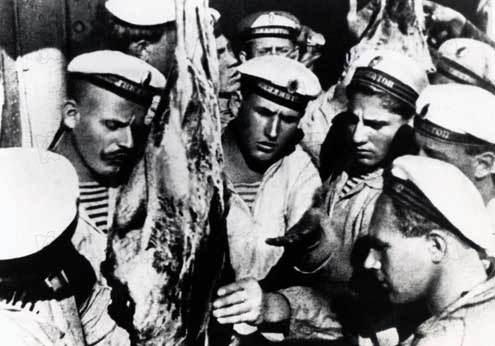
Escena de El cuirassat Potemkin

Segons Eisenstein, el guió de El cuirassat Potemkin, de Nina Agadjànova-Xutkó (en anglès: Agadzhanova-Shutko), va ser escrit per a una pel·lícula en vuit episodis del 1905, que va començar a rodar-se a Leningrad i pensava relatar els esdeveniments de la Vaga General. Van haver d'abandonar el rodatge pel mal temps, i es van dirigir a Odessa (Ucraïna, URSS), a rodar el capítol dedicat al motí del Potiomkin. Eisenstein, llavors, va decidir centrar la pel·lícula en aquest episodi, i va abandonar el seu projecte de 1905. Quan van arribar a Odessa, va buscar els supervivents de la massacre, i fins i tot, va localitzar els dibuixos d'un francès que havia estat testimoni del que havia passat. Reescrigué el guió i realitzà diversos títols per dirigir l'acció. Encara que els mitjans eren pocs, gràcies a una sèrie d'experiments tècnics (pantalles reflectores, fotografia desenfocada, plataformes mòbils, entre altres recursos tècnics) van obtenir resultats sorprenents.
Eisenstein realitza la seva pel·lícula en 1.290 plànols, combinats amb genial mestria mitjançant un muntatge molt rítmic. Els moviments de càmera són molt escassos; només realitza diversos travellings perquè els considera innecessaris, ja que el moviment està determinat per l'acció i pel mateix muntatge. Destaca l'escena de l'escala, amb 170 plànols, en la qual el poble és brutalment agredit per les forces tsarista; allà crea un tempo artificial, que fa que la seqüència duri gairebé 6 minuts. Prescindirà de simbolismes intel·lectuals, i amb una esplèndida fotografia, en la qual la massa es convertirà en l'autèntica protagonista de l'obra, acabarà per ser considerada la primera obra mestra del cinema soviètic i una obra mestra universal.
A Octubre i La línia general, va tornar a experimentar amb un nou llenguatge a través de les imatges, però per la seva complexitat, en la seva època, no van arribar a ser molt ben comprès. A més a més, el protagonista a La línia general no serà la massa sinó una heroïna individual, Maria Lápkina.
A Ivan el Terrible (1942) torna a fer gala de la seva mestria per al muntatge. El seu protagonista torna a ser una sola persona, no la massa, i desapareix el seu vigorós estil documental per ser substituït per una delicada reconstrucció de la història. A Ivan el Terrible: Part I, la presentació d'Ivan IV de Rússia com un heroi nacional, va guanyar l'aprovació de Stalin (i un Premi Stalin), però la seqüela, Ivan el Terrible: Part II no va ser aprovada pel govern. Totes les imatges de l'encara incompleta Ivan el Terrible: Part III van ser confiscades, i la majoria van ser destruïda, tot i que diverses escenes filmades encara existeixen actualment.

### Característiques de la seva obra

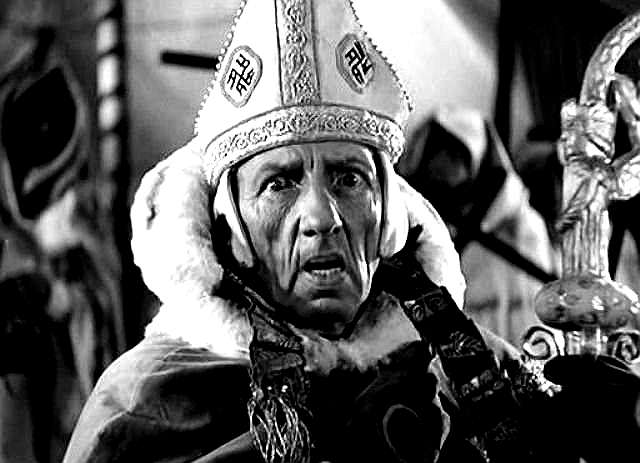
Lev Fenin com a bisbe de l'Orde Teutònic. Escena de la pel·lícula Alexander Nevski (1938).

- És fonamental la seva aportació teòrica, com la seva hipòtesi sobre "El muntatge d'atraccions", on postula l'ocupació en el cinema de tècniques provinents del circ i del music-hall.
- Eisenstein repudia el muntatge clàssic, tal com ho concep Griffith, malgrat haver estat inspirat per les seves teories en la pel·lícula "Intolerància" d'aquest director, i derivarà les seves teories sobre el muntatge de l'estudi dels ideogrames japonesos, en els quals dues nocions juxtaposades conformen una tercera, com per exemple: ull + aigua = plor; porta + orella = escoltar; boca + gos = bordar.
- Concepte de la tercera idea. El muntatge és per a ell: "Una idea que sorgeix de la col·lisió dialèctica entre altres dues, independents l'una de l'altra". Aquest mètode li permetrà partir d'elements físics representables per visualitzar conceptes i idees de complicada representació.
- El moviment està determinat per l'acció i per al muntatge.
- El protagonista en les seves obres és la massa, el poble.

### Filmografia
| Any       | Títol                                                                        | Rus                                         |
| --------- | ---------------------------------------------------------------------------- | ------------------------------------------- |
| 1923      | El diari de Glumov                                                           | Дневник Глумова                             |
| 1924      | La vaga                                                                      | Стачка                                      |
| 1925      | El cuirassat Potemkin                                                        | Броненосец Потёмкин                         |
| 1928      | Octubre                                                                      | Октябрь «Десять дней, которые потрясли мир» |
| 1926-1929 | Allò vell i allò nou                                                         | Старое и новое «Генеральная линия»          |
| 1931      | ¡Que viva México!                                                            | Да здравствует Мексика!                     |
| 1936      | El Prat de Bezhin                                                            | Бежин луг                                   |
| 1938      | Alexandr Nevski                                                              | Александр Невский                           |
| 1944      | Ivan el Terrible I (part I)                                                  | Иван Грозный 1-я серия                      |
| 1945      | Ivan el terrible II (part II)                                                | Иван Грозный 2-я серия                      |
| 1946      | Ivan el terrible II la conjura dels boiars (\| Ivan el terribe I (part III)) | Иван Грозный 3-я серия                      |

## Llista d'escrits
- Selecció d'articles a: Christie, Ian; Taylor, Richard. The Film Factory: Russian and Soviet Cinema in Documents, 1896-1939.  Routledge, 1994. ISBN 041505298X..
- Eisenstein, Sergei. Film Form: Essays in Film Theory.  Hartcourt, 1949.. Trans. Jay Leyda.
- Eisenstein, Sergei (1942). The Film Sense, Nova York: Hartcourt, Trans. Jay Leyda.
- Eisenstein, Sergei. Que Viva Mexico!.  Arno, 1972. ISBN 978-0405039164..
- Eisenstein, Sergei (1994). Towards a Theory of Montage, British Film Institute.

En rus, amb accés en línia
- Эйзенштейн, Сергей. "Сергей Эйзенштейн" (избр. произв. в 6 тт).  Искусство, 1968., Избранные статьи.